# Free Press
Free Press er et amerikansk forlag under Simon & Schuster. Det blev grundlagt af Jeremiah Kaplan (1926-1993) og Charles Liebman i 1947 og sit fokus på sociologi- og religionbøger. Det havde hovedkvarter i Glencoe, Illinois, hvor det var kendt som The Free Press of Glencoe. Free Press blev solgt i 1960 og blev fusioneret med Macmillan Publishing Company.
| Firma | Spire Denne artikel om et firma eller en virksomhed i USA er en spire som bør udbygges. Du er velkommen til at hjælpe Wikipedia ved at udvide den. |